# Meike Vogt
Meike Vogt ist eine Klimawissenschaftlerin und Meeresökologin. Sie ist seit 2010 leitende Wissenschaftlerin an der Arbeitsgruppe für Umweltphysik der ETH Zürich.

## Biografie
Vogt absolvierte von 1998 bis 2004 ein Studium der Physik an der Ludwig-Maximilians-Universität München, ETH Lausanne und Universität von New South Wales, wobei sie ihre Diplomarbeit am Max-Planck-Institut für Physik schrieb. Sie promovierte von 2004 bis 2005 zunächst am Max-Planck-Institut für Biogeochemie und dann von 2005 bis 2008 an der Universität von East Anglia, wo sie auch kurzzeitig als Postdoc tätig war. Sie wechselte in dieser Position dann an die Arbeitsgruppe für Umweltphysik der ETH Zürich und ist dort seit 2010 als leitende Wissenschaftlerin tätig.

### Wirken
Vogts Arbeit befasst sich mit der Dynamik und Funktionsweise mariner Ökosysteme. Sie hat Beiträge zur Überprüfung der Prinzipien der Meeresökologie und die Quantifizierung von Änderungen der Struktur und Funktionsweise mariner Ökosysteme aufgrund des Umwelt- und Klimawandels geleistet.
Vogt war am Aufbau des ersten Atlasses für Meeresplankton beteiligt und sagte hierzu 2013: „Daten von einer halben Million Messstationen auszuwerten, war ein enorm ambitioniertes Unterfangen und wäre ohne internationale Zusammenarbeit nicht zu machen gewesen.“
In jüngerer Zeit modellierte sie das Vorkommen von über 530 Phytoplanktonarten mit rund 700.000 Wasserproben aus allen Weltmeeren. Zu den Studienergebnisse sagte sie: „In Bezug auf die planktonische Biodiversität zeigt unsere Studie, dass es einen positiven Zusammenhang zwischen der Oberflächen-Wassertemperatur und der Artenvielfalt gibt“. Tropischen Meeresbewohnern droht demnach durch den Klimawandel die „Überhitzung“.

## Veröffentlichungen (Auswahl)
- D. Righetti, M. Vogt, N. Gruber, A. Psomas, N. E. Zimmermann: Global pattern of phytoplankton diversity driven by temperature and environmental variability. In: Science Advances. Band 5, Nr. 5, 2019, eaau6253, doi:10.1126/sciadv.aau6253.
- E. T. Buitenhuis, M. Vogt, R. Moriarty, N. Bednaršek, S. C. Doney, K. Leblanc, C. Le Quéré, Y.-W. Luo, C. O’Brien, T. O’Brien, J. Peloquin, R. Schiebel, and C. Swan: MAREDAT: towards a world atlas of MARine Ecosystem DATa. In: Earth System Science Data 5, S. 227–239, 12. Juli 2013, ISSN 1866-3508, doi:10.5194/essd-5-227-2013.
- M. Vogt, M. Steinke, S. Turner, A. Paulino, M. Meyerhöfer, U. Riebesell, C. Le Quéré, P. Liss: Dynamics of dimethylsulphoniopropionate and dimethylsulphide under different CO2 concentrations during a mesocosm experiment. In: Biogeosciences. Band 5, Nr. 2, 2008, S. 407–419, doi:10.5194/bg-5-407-2008.
- M. Vogt, S. M. Vallina, E. T. Buitenhuis, L. Bopp, C. Le Quéré: Simulating dimethylsulphide seasonality with the dynamic green ocean model PlankTOM5. In Journal of Geophysical Research: Oceans. Band 115, Nr. C6, 2010, doi:10.1029/2009JC005529.